# Елен-Маргьорит Банро
Елен-Маргьорит Банро или Елен Попова е френска и българска писателка.

## Биография
Родена е през 1900 г. в Бриар, Франция. Завършва полувисш девически институт в Севър, Франция, след което следва в Сорбоната от 1934 до 1936 г. Член е на Съюза на френските писатели и на Парижкия ПЕН клуб. През 1917 г. получава българско гражданство. Неин съпруг е проф. Иван Попов. Умира през 1962 г. в България.

## Творчество
Автор е на романа „Любовните приключения на ателие „Мирет“ (1960) и на новелите: „Добродетелта на сълзите“, „Наивник съдия или годеник“ и „Частица от рая“; поемите: „На немеца, превърнал Освиенцим в светиня“, „Бразда“, „Ноктюрно“ и „Лято“ (1935); стихосбирката „Бели камъчета“ (1925).
Личният ѝ архив се съхранява във фонд 951 в Централен държавен архив. Той се състои от 70 архивни единици от периода 1907 – 1967 г.